# Леопард Віда
Леопард Віда, або марги чи маргай (Leopardus wiedii) — латиноамериканський, хижий, гнучкий, невеликий, довгохвостий ссавець з роду Леопард (Leopardus) родини котових (Felidae), котрий має плямисте хутро і веде, у великій мірі, деревний спосіб життя. Вернакулярна назва виду margay походить із мови тупі, де звучить як «мбараґая». Видова наукова назва вшановує пам'ять князя Олександра Філіпа Максиміліана II Від-Нойвідського (1782–1867), німецького дослідника й натураліста. Каріотип характеризується диплоїдним набором хромосом, 2n=36, фундаментальним числом, FN=70, з аутосомальним додатком 32 метацентричних або субметацентричних і 2 акроцентричних пар хромосом. Леопард Віда зображений на марках анімалістичних серій США, Сальвадору, Ліберії, Конго, Беніну, Замбії, Гвінеї-Бісау, Уругваю та інших країн.

## Еволюція
Генетичні дослідження довели, що філогенетична лінія роду Leopardus відокремилася від лінії спільного предка 8 млн років тому. Види L. wiedii та L. pardalis (оцелот) розділились трохи більше 1,5 млн років тому.
Філогенетичне древо роду Leopardus

|  | Leopardus pardalis – оцелот     |
|  |                                 |
|  | Leopardus wiedii – леопард Віда |
|  |                                 |

|  | Leopardus colocolo – колоколо         |
|  |                                       |
|  | Leopardus jacobita – леопард андський |
|  |                                       |

|  | Leopardus guigna – кодкод             |
|  |                                       |
|  | Leopardus geoffroyi – леопард Жоффруа |
|  |                                       |

|  | Leopardus tigrinus – онцила        |
|  |                                    |
|  | Leopardus guttulus – леопард малий |
|  |                                    |

|  | Leopardus guigna – кодкод             |
|  |                                       |
|  | Leopardus geoffroyi – леопард Жоффруа |
|  |                                       |

|  | Leopardus tigrinus – онцила        |
|  |                                    |
|  | Leopardus guttulus – леопард малий |
|  |                                    |

|  | Leopardus colocolo – колоколо         |
|  |                                       |
|  | Leopardus jacobita – леопард андський |
|  |                                       |

|  | Leopardus guigna – кодкод             |
|  |                                       |
|  | Leopardus geoffroyi – леопард Жоффруа |
|  |                                       |

|  | Leopardus tigrinus – онцила        |
|  |                                    |
|  | Leopardus guttulus – леопард малий |
|  |                                    |

|  | Leopardus guigna – кодкод             |
|  |                                       |
|  | Leopardus geoffroyi – леопард Жоффруа |
|  |                                       |

|  | Leopardus tigrinus – онцила        |
|  |                                    |
|  | Leopardus guttulus – леопард малий |
|  |                                    |

|  | Leopardus pardalis – оцелот     |
|  |                                 |
|  | Leopardus wiedii – леопард Віда |
|  |                                 |

|  | Leopardus colocolo – колоколо         |
|  |                                       |
|  | Leopardus jacobita – леопард андський |
|  |                                       |

|  | Leopardus guigna – кодкод             |
|  |                                       |
|  | Leopardus geoffroyi – леопард Жоффруа |
|  |                                       |

|  | Leopardus tigrinus – онцила        |
|  |                                    |
|  | Leopardus guttulus – леопард малий |
|  |                                    |

|  | Leopardus guigna – кодкод             |
|  |                                       |
|  | Leopardus geoffroyi – леопард Жоффруа |
|  |                                       |

|  | Leopardus tigrinus – онцила        |
|  |                                    |
|  | Leopardus guttulus – леопард малий |
|  |                                    |

|  | Leopardus colocolo – колоколо         |
|  |                                       |
|  | Leopardus jacobita – леопард андський |
|  |                                       |

|  | Leopardus guigna – кодкод             |
|  |                                       |
|  | Leopardus geoffroyi – леопард Жоффруа |
|  |                                       |

|  | Leopardus tigrinus – онцила        |
|  |                                    |
|  | Leopardus guttulus – леопард малий |
|  |                                    |

|  | Leopardus guigna – кодкод             |
|  |                                       |
|  | Leopardus geoffroyi – леопард Жоффруа |
|  |                                       |

|  | Leopardus tigrinus – онцила        |
|  |                                    |
|  | Leopardus guttulus – леопард малий |
|  |                                    |

## Зовнішній вигляд

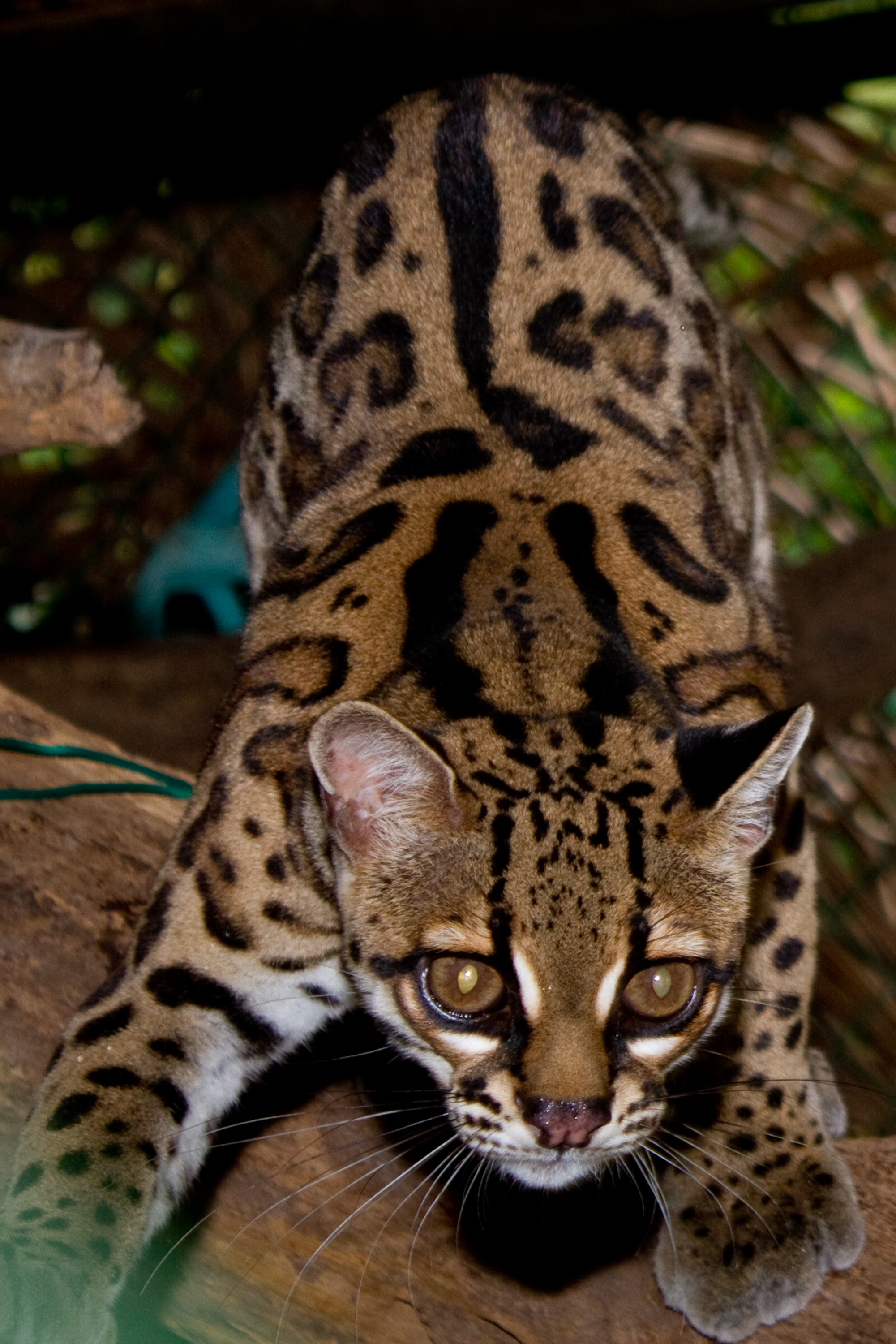
Марги в Панамі

Довжина голови й тіла марги становить 42.5-79 см, довжина хвоста: 30-51 см, вага: 2.6-9 кг. Загалом марги виглядає як дрібніший екземпляр спорідненого з нею оцелота. Як і в нього, у марги жовто-коричневе хутро з темними кільцеподібними плямами та поздовжніми смугами. Низ білуватий, а довгий, пухнастий хвіст має низку темних кілець. Хутро коротке, м'яке, відносно товсте. Голова коротка, заокруглена. Задні поверхні вух чорні з круглими білими мітками в центрі. На відміну від більшості інших кішок молочних залоз дві. Немає разючого статевого диморфізму.
Від тісно пов'язаного з нею оцелота марги можна відрізнити за меншими розмірами, більш витонченою будовою тіла, пропорційно великими очима, і більш довгим хвостом. Від онцили, марги відрізняється злегка більшими розмірами, більш великими, менш густими плямами, і зворотнім ростом хутра на шиї.

## Ареал
Зустрічається марги в дощових тропічних лісах Центральної і Південної Америки на схід від Анд, від Мексики до Аргентини (Аргентина, Беліз, Болівія, Бразилія, Колумбія, Коста-Рика, Еквадор, Сальвадор, Французька Гвіана, Гватемала, Гаяна, Гондурас, Мексика, Нікарагуа, Панама, Парагвай, Перу, Суринам, Уругвай, Венесуела). Зазвичай живе на висотах до 1500 м, однак в Андах його зрідка спостерігають на висотах до 3000 м. Міцно асоціюється з лісовими місцями, як вічнозеленими, так і листяними. Здається, менш терплячим до населених пунктів і зміненого середовища існування, ніж його близькі родичі, оцелот і онцила, але живе і в таких умовах. Іноді зустрічається на плантаціях кави та какао.

## Спосіб життя
Спосіб життя поодинокий, нічний, хоча може бути активним і протягом дня. Тільки під час шлюбного сезону вони знаходяться іноді разом, у короткочасних парах. Вони є територіальними, області проживання приблизно 15–43 квадратних кілометрів. Тварина потайна і рідкісна. Марги добре вміє лазити по деревах і майже все своє життя перебуває на гілках. На відміну від інших членів родини, марги можуть повертати щиколотку на 180 градусів і дертися по дереву головою вниз, на кшталт білки. Її задні лапи настільки міцні, що вона в змозі, охоплюючи ними гілку, висіти вниз головою. Тривалість життя цієї тварини, близька до домашньої кішки і становить 24 років у неволі.

## Харчування
Харчується перш за все гризунами, птахами, ящірками й невеликими приматами. Також марги споживають яйця птахів, квакш і навіть фрукти і комах. Вони полюють в основному на дрібних, деревних та нічних видів, таких як опосуми, білки і деревні гризуни. Тим не менш, вони також здатні вбити тварин розмірів кроля, агуті та пак.

## Розмноження
Чітких періодів спаровування у марги немає. Спаровування триває від 15 до 60 секунд і завершується типовим для кішок укусом шиї. Вагітність триває 84 доби, за одні пологи з'являється одне або двоє кошенят. Вага новонароджених 85—170 грамів. Забарвлені вони в сірий колір і від народження мають чорні плями. Новонароджені спочатку сліпі, їх очі відкриваються після двох тижнів і після восьми тижнів вони приймають тверду їжу. Статева зрілість у марги настає в 2 роки.

## Загрози та охорона
Марги належать до тварин, чисельність яких знижується. За новими міждержавними угодами заборонено будь-яке полювання на них, а також торгівля виготовленими з них продуктами (хутро, тощо). У зоопарках марги розмножуються погано; 50% молодих осіб у неволі не виживає. Тварині в основному загрожують браконьєрство і незаконна торгівля хутром. Серйозною загрозою є збезлісення територій проживання. Популяції в природоохоронних районах, як очікується, невеликі, ймовірно через дію високих щільностей оцелота.

## Підвиди
Згідно з Вілсоном та Рідером є 11 підвидів марги:
- Leopardus wiedii wiedii, Schinz, 1821 — східна і центральна Бразилія, Парагвай, Уругвай, північна Аргентина
- Leopardus wiedii amazonica, Cabrera, 1917 — західна Бразилія, Перу, Колумбія і Венесуела
- Leopardus wiedii boliviae, Pocock, 1941 — Болівія
- Leopardus wiedii cooperi, Goldman, 1943 — північна Мексика
- Leopardus wiedii glaucula, Thomas, 1903 — центральна Мексика
- Leopardus wiedii nicaraguae, J. A. Allen, 1919 — Гондурас, Нікарагуа, Коста-Рика
- Leopardus wiedii oaxacae, Nelson and Goldman, 1931 — південна Мексика
- Leopardus wiedii pirrensis, Goldman, 1914 — Панама, Колумбія, Еквадор, Перу
- Leopardus wiedii salvinia, Pocock, 1941 — Чіапас (Мексика), Гватемала, Ель Сальвадор
- Leopardus wiedii vigens, Thomas, 1904 — Нижня Амазонія
- Leopardus wiedii yucatanica, Nelson and Goldman, 1931 — Юкатан